# Терминатор (франшиза)
«Термина́тор» (англ. Terminator) — серия фильмов, изначально запланированная как дилогия, но впоследствии превратившаяся в мультимедийную франшизу. В настоящий момент включает в себя шесть полнометражных фильмов, четыре новеллизации, телевизионный сериал, а также разнообразные комиксы, книги, сериалы и видеоигры. Франшиза повествует о войне человечества против машин и путешествиях во времени. Главными героями данной франшизы являются люди: Сара Коннор, Джон Коннор и Кайл Риз, а также роботы-терминаторы (главным образом — терминатор Т-800 в исполнении Арнольда Шварценеггера).

## Сюжет

### Будущее
Центром событий франшизы является битва за выживание между почти вымершим человечеством и искусственным интеллектом, которым является Скайнет. Скайнет позиционируется как компьютерная система США «Глобальная цифровая оборонная сеть», разработанная Cyberdyne Systems, которая становится самостоятельной. Вскоре после активации он воспринимает всех людей как угрозу своей безопасности и принимает решение уничтожить человечество. Система инициирует ядерный удар против России, которая контратакует своим ядерным оружием, в результате чего погибает три миллиарда человек — более половины населения Земли. В постапокалиптических условиях Скайнет позже создаёт свой собственный автономный машинный военный потенциал, который включает в себя Терминаторов, применяемых против отдельных целей и, следовательно, продолжает вести постоянную тотальную войну против выживших, некоторые из которых объединились в Сопротивление. В какой-то момент в этом будущем Скайнет открывает технологию путешествия во времени. И он, и Сопротивление стремятся использовать машину времени, чтобы выиграть войну. Однако все последствия вмешательства в прошлое не могут быть просчитаны. Действия путешественников во времени способны как изменить ход будущего (финал второго фильма и последующие фильмы), так и стать его причиной (оригинальный фильм, начальная часть второго фильма).

### Судный день
В франшизе «Судным днём» (ссылка на библейский Страшный суд) называется дата, когда Скайнет, осознав себя как личность, запускает ядерную атаку на Россию, а та в свою очередь, наносит ответный удар по США (ядерной войной, предположительно, затронуто всё Северное полушарие и некоторые другие регионы). Из-за путешествия во времени и последующей способности изменить будущее, несколько разных дат даются для Судного Дня в разных фильмах в франшизе. В «Терминатор 2: Судный день», Сара заявляет, что Судный день случится 29 августа 1997 года. Однако «Терминатор 3: Восстание машин» показывает, что Судный день был отложен до 25 июля 2004 года. В «Терминатор: Хроники Сары Коннор» Судный день произошёл 21 апреля 2011 года, а затем несколько раз менялся из-за корректировок будущего. В пятом фильме франшизы «Терминатор: Генезис» Судный день должен был произойти в октябре 2017 года, но был предотвращён героями и вновь отсрочен до неизвестной даты. В «Терминатор: Тёмные судьбы» Судный день произошёл после 2020 года по вине другого искусственного интеллекта — «Легиона».

## Права на франшизу
До создания первого фильма режиссёр Джеймс Кэмерон продал права за 1 доллар Гейл Энн Хёрд, его будущей жене, которая спродюсировала фильм, с условием, что ему будет разрешено его снимать. Hemdale Film Corporation также стала 50-процентной владелицей прав франшизы, пока ее доля не была продана в 1990 году Carolco Pictures, компании, основанной Эндрю Вайной и Марио Кассаром. «Терминатор 2: Судный день» вышел год спустя. Carolco объявила о банкротстве в 1995 году, и её библиотека была впоследствии приобретена StudioCanal, которая продолжает владеть франшизой и сегодня Тем не менее, права на будущие фильмы в конечном итоге были выставлены на аукцион. К тому времени Кэмерон заинтересовался созданием фильма «Терминатор 3». Тем не менее, права были в конечном итоге проданы Вайне в 1997 году за 8 миллионов долларов. Вайна и Кассар потратили ещё 8 миллионов долларов на покупку половины прав Хёрд в 1998 году, став полноправными владельцами франшизы. Первоначально Хёрд была против продажи прав, в то время как Кэмерон потерял интерес к франшизе и третьему фильму.
После выхода в 2003 году фильма «Терминатор 3: Восстание машин» права на франшизу были проданы в 2007 году примерно за 25 миллионов долларов The Halcyon Company, которая сняла фильм «Терминатор: Да придёт спаситель» в 2009 году. Позже в том же году компания столкнулась с юридическими проблемами и объявила о банкротстве, выставив права на франшизу на продажу. Права оценивались примерно в 70 миллионов долларов. В 2010 году права были проданы за 29,5 миллионов долларов Pacificor, хедж-фонду, который был крупнейшим кредитором Halcyon. В 2012 году права были проданы Меган Эллисон менее чем за 20 миллионов долларов, что ниже, чем было предложено ранее. Низкая цена была вызвана риском, что Кэмерон восстановит права в 2019 году по новым законам США об авторском праве. Дэвид Эллисон и Skydance Productions выпустили «Терминатор: Генезис» в 2015 году.
Кэмерон работал вместе с Дэвидом Эллисоном над производством фильма «Терминатор: Тёмные судьбы». Незадолго до выхода фильма Хёрд подала студии требование вернуть ей права, предоставленные 35 годами ранее. В соответствии с этим шагом Хёрд снова станет 50-процентной владелицей прав с Кэмероном, а Skydance может потерять права снимать любые дополнительные фильмы «Терминатора», начиная с ноября 2020 года, если не будет заключена новая сделка. Skydance ответила, что у неё есть сделка с Кэмероном и что она «контролирует права на франшизу „Терминатор“ в обозримом будущем».

## Фильмы

### «Терминатор» (1984)
«Терминатор» — американский научно-фантастический фильм режиссёра Джеймса Кэмерона 1984 года, второй в его карьере.
В центре сюжета — противостояние живого солдата и киборга-терминатора, прибывших в 1984 год из постапокалиптического 2029 года. Цель терминатора: убить Сару Коннор — девушку, чей ещё нерождённый сын выиграет войну человечества с машинами. Влюблённый в Сару солдат Кайл Риз пытается помешать терминатору. В фильме поднимаются проблемы путешествий во времени, судьбы, создания искусственного интеллекта, поведения людей в экстремальных ситуациях.

### «Терминатор 2: Судный день» (1991)
Продолжение Терминатора 1984 года. Прошло одиннадцать лет с тех пор, как робот-терминатор из будущего пытался убить Сару Коннор в 1984 году. 1995 год. У Сары родился сын — Джон Коннор, который в будущем возглавит силы сопротивления людей в борьбе против вышедших из-под контроля машин. Это будущее неумолимо приближается: группа инженеров из корпорации «Cyberdyne Systems» под руководством талантливого программиста Майлза Дайсона уже создаёт революционный процессор из уцелевших останков терминатора Т-800, уничтоженного в первом фильме. Скайнет посылает из будущего T-1000, который должен будет убить Джона Коннора, а Сопротивление отправляет на защиту перепрограммированного Т-800.

### «Терминатор 3: Восстание машин» (2003)
Действие фильма происходит спустя девять лет после событий предыдущей части в 2004 году. После взрыва здания компании «Кибердайн Системс» будущее изменилось, и Судный день не наступил, однако выросший Джон Коннор продолжает ощущать опасность и ведёт полуподпольную жизнь. Воспитанный как будущий лидер сопротивления и внезапно потерявший цель жизни, он не может найти себя в мирной действительности.
Между тем Скайнет, уже созданный в военной лаборатории, готовит уничтожение человечества и уже начал атаку на людей — запустил в интернет опасный компьютерный вирус. В 2004 год снова прибывают двое терминаторов. Скайнет, не сумев вычислить местоположение Джона, приказывает убить его ближайших соратников. Эта миссия поручена новой модели — T-X. Ей противостоит посланный Сопротивлением слегка модернизированный терминатор Т-850 модель 101.

### «Терминатор: Да придёт спаситель» (2009)
Действие фильма происходит после событий третьей части в постапокалиптическом 2018 году. Джон Коннор — один из командиров Сопротивления — противостоит электронному мозгу Скайнет и армии терминаторов. Среди солдат сопротивления Коннор постепенно становится лидером, хотя он всего лишь один из командиров, возглавляющий отряд сопротивления. Коннор участвует в атаке отряда разведки на одну из баз Скайнета, организованной главным штабом сопротивления.

### «Терминатор: Генезис» (2015)
Фильм игнорирует события третьей и четвёртой частей. Однако пересказанные события первого фильма меняются, когда Т-800 и T-1000, которые должны были попасть в 1995 год, отправляются в 1973 год, для защиты и убийства юной Сары Коннор. Теперь Сара Коннор, Кайл Риз и Т-800 (Папс) должны предотвратить Судный день.

### «Терминатор: Тёмные судьбы» (2019)
Фильм игнорирует события фильмов «Восстание машин», «Да придёт спаситель» и «Генезис». События начинаются в 1998 году, через три года после окончания событий фильма «Судный день». В самом начале терминатор Т-800 убивает Джона Коннора. Вместо Скайнета в середине 2020-х годов будет создан другой ИИ, под названием Легион. Он тоже попытается истребить человечество и будет с трудом побеждён Сопротивлением. Действие фильма продолжается в 2020 году в Мексике, где терминатор Rev-9, прибывший из будущего, охотится за работницей завода Дани Рамос, которая ранее не появлялась в фильмах. Рамос защищают солдат Сопротивления Грейс, прибывшая из будущего, а также Сара Коннор и терминатор Т-800, который адаптировался к мирной жизни под именем Карл после ликвидации Джона Коннора. В конце Грейс погибает, Т-800 уничтожен, но Rev-9 также остановлен.

## Телесериал
| Сериал                       | Сезон | Эпизоды | Первый релиз         | Последний релиз     | Шоураннер(ы) | Сети |
| ---------------------------- | ----- | ------- | -------------------- | ------------------- | ------------ | ---- |
| Терминатор: Битва за будущее | 1     | 9       | 13 января 2008 года  | 3 марта 2008 года   | Джош Фридман | Fox  |
| Терминатор: Битва за будущее | 2     | 22      | 8 сентября 2008 года | 10 апреля 2009 года | Джош Фридман | Fox  |

### «Терминатор: Битва за будущее» («Терминатор: Хроники Сары Коннор»)
Сериал по сюжету является продолжением фильма «Терминатор 2: Судный день», полностью игнорируя третью часть. События сериала начинаются в 1999 году, спустя несколько лет после окончания событий фильма «Терминатор 2». Сара и Джон пытаются жить нормальной жизнью, пока снова не появляются два терминатора — один (Кромарти, в виде мужчины), чтобы убить их, и второй (Камерон, в виде девушки) — чтобы охранять. Джону не нравится его постоянная жизнь в бегах, и он просит Сару попробовать ещё раз изменить будущее и предотвратить создание «Скайнет». С помощью Камерон сын с матерью перескакивают на восемь лет в будущее — в 2007 год. Всего было снято два сезона; проект был заморожен из-за невысоких рейтингов второго сезона при показе в США, не оправдавших бюджет.

## Веб-сериалы
| Сериал                                | Сезон | Эпизоды | Первый релиз | Последний релиз | Шоураннер(ы) | Сети      |
| ------------------------------------- | ----- | ------- | ------------ | --------------- | ------------ | --------- |
| «Терминатор: Да придёт спаситель»     | 1     | 6       | 18 мая 2009  | 24 июня 2009    | Энди Шапиро  | Machinima |
| «Терминатор Генезис: Хроники YouTube» | 1     | 3       | 22 июня 2015 | 22 июня 2015    | Джей Бушман  | YouTube   |

### «Терминатор: Да придёт спаситель» (2009)
Анимационный 3-D сериал 2009 года, являющийся приквелом четвёртой части. 2016 год, Лос-Анджелес. Сопротивление — это последняя надежда на выживание. Остатки военных формирований и бойцы сопротивления борются против машин под управлением искусственного разума Скайнет. Блэр Уильямс — одна из сопротивления, она рассказывает свою историю. Перед Блэр стоит задача — найти таинственного Призрака, который, как вскоре выясняется, не искусственный разум, а первоклассный хакер. За ним ведут охоту и Сопротивление, и Скайнет.

### «Терминатор Генезис: Хроники YouTube» (2015)
«Терминатор Генезис: Хроники YouTube» был выпущен в трёх частях 22 июня 2015 года для рекламы пятого фильма. Сериал был снят Чарльзом Пеком, а сценаристом был Джей Бушман. В сериале есть несколько популярных YouTube звёзд, появляющихся вместе с Арнольдом Шварценеггером в роли Т-800, когда они вместе выступают против Т-360 (сыгранного товарищем по YouTube, Тоби Тёрнером).

## Аниме-сериал «Терминатор Зеро» (2024)
Летом 2024 года на экраны вышел восьмисерийный сериал «Терминатор Зеро», созданный студией Production I.G. Режиссёром сериала выступил Кудо Масаси. В центре сюжета — история учёного Малкольма Ли, который создаёт «Кокоро» — японский аналог программы «Скайнет», чтобы противостоять ей.

## Компьютерные игры
- The Terminator
  - Bethesda Softworks
  - Probe Software
- Terminator 2: Judgment Day
- 2029
- Rampage
- RoboCop versus The Terminator
- Future Shock
- Skynet
- The Terminator: Dawn of Fate
- Terminator 3: Rise of the Machines[англ.]
- Terminator 3: War of the Machines
- Terminator 3: The Redemption[англ.]
- Salvation
- Terminator Genisys: Revolution
- Terminator Genisys: Future War
- Terminator: Resistance
- Terminator: Dark Fate — Defiance
- Terminator 2D: No Fate
- Terminator: Survivors

### Гостевые участия
- WWE 2K16
- Gears 5
- Tom Clancy’s Ghost Recon Breakpoint
- Mortal Kombat 11
- Fortnite: Battle Royale
- Call of Duty: Vanguard
- Mortal Kombat 1

## Комиксы
- Transformers vs. The Terminator

## Создатели
| Команда                     | Фильмы                                        | Фильмы                                         | Фильмы                                                                 | Фильмы                                                                  | Фильмы                         | Фильмы                                              |
| Команда                     | Терминатор                                    | Терминатор 2: Судный день                      | Терминатор 3: Восстание машин                                          | Терминатор: Да придёт спаситель                                         | Терминатор: Генезис            | Терминатор: Тёмные судьбы                           |
| Команда                     | 1984                                          | 1991                                           | 2003                                                                   | 2009                                                                    | 2015                           | 2019                                                |
| --------------------------- | --------------------------------------------- | ---------------------------------------------- | ---------------------------------------------------------------------- | ----------------------------------------------------------------------- | ------------------------------ | --------------------------------------------------- |
| Режиссёр(ы)                 | Джеймс Кэмерон                                | Джеймс Кэмерон                                 | Джонатан Мостоу                                                        | Макджи                                                                  | Алан Тейлор                    | Тим Миллер                                          |
| Продюсер(ы)                 | Гэйл Энн Хёрд                                 | Джеймс Кэмерон                                 | Марио Кассар Эндрю Дж. Вайна Джоэл Б. Майклс Хэл Либерман Колин Уилсон | Дерек Андерсон Мориц Борман Виктор Кубичек Джеффри Сильвер Марио Кассар | Дэвид Эллисон Дана Голдберг    | Джеймс Кэмерон Дэвид Эллисон                        |
| Сценарист(ы)                | Джеймс Кэмерон Гэйл Энн Хёрд Уильям Вишер мл. | Джеймс Кэмерон Уильям Вишер мл.                | Джон Бранкато Майкл Феррис Тэди Сарафян                                | Джон Бранкато Майкл Феррис                                              | Лаэта Калогридис Патрик Люссье | Билли Рэй Дэвид С. Гойер Джош Фридман Джастин Роудс |
| Композитор(ы)               | Брэд Фидель                                   | Брэд Фидель                                    | Марко Белтрами                                                         | Дэнни Эльфман                                                           | Лорн Балф                      | Том Холкенборг                                      |
| Оператор(ы)                 | Адам Гринберг                                 | Адам Гринберг                                  | Дон Бёрджесс                                                           | Шейн Хёрлбат                                                            | Крамер Моргенто                | Кен Сенг                                            |
| Художник(и)- постановщик(и) | Мария Казо                                    | Джозеф Си Немек III                            | Джефф Манн                                                             | Мартин Лейн                                                             | Нил Спайсек                    | Соня Клаус                                          |
| Монтажёр(ы)                 | Марк Голдблатт                                | Конрад Бафф IV Марк Голдблатт Ричард Эй Харрис | Николас Де То Нил Трэвис                                               | Конрад Бафф IV                                                          | Роджер Бартон                  | Джулиан Кларк                                       |
| Компании                    | Orion Pictures                                | TriStar Pictures                               | Warner Bros. Pictures Columbia Pictures                                | Warner Bros. Pictures Columbia Pictures                                 | Paramount Pictures             | Paramount Pictures 20th Century Fox                 |
| Дата выхода                 | 26 октября 1984                               | 3 июля 1991                                    | 2 июля 2003                                                            | 21 мая 2009                                                             | 1 июля 2015                    | 1 ноября 2019                                       |

### Персонажи и актёры
| Персонажи                | Фильмы               | Фильмы                                                                                      | Фильмы                        | Фильмы                                                                              | Фильмы                                                                      | Фильмы                                                                                            |
| Персонажи                | Терминатор           | Терминатор 2: Судный день                                                                   | Терминатор 3: Восстание машин | Терминатор: Да придёт спаситель                                                     | Терминатор: Генезис                                                         | Терминатор: Тёмные судьбы                                                                         |
| Роботы и киборги         | Роботы и киборги     | Роботы и киборги                                                                            | Роботы и киборги              | Роботы и киборги                                                                    | Роботы и киборги                                                            | Роботы и киборги                                                                                  |
| ------------------------ | -------------------- | ------------------------------------------------------------------------------------------- | ----------------------------- | ----------------------------------------------------------------------------------- | --------------------------------------------------------------------------- | ------------------------------------------------------------------------------------------------- |
| Терминатор T-800 / T-850 | Арнольд Шварценеггер | Арнольд Шварценеггер                                                                        | Арнольд Шварценеггер          | Арнольд Шварценеггер (цифровой образ)Роланд Кикинджер (модель для цифрового образа) | Арнольд ШварценеггерБретт Азар (модель для цифрового образа молодой версии) | Арнольд ШварценеггерБретт Азар (модель для цифрового образа молодой версии)                       |
| T-1000                   |                      | Роберт Патрик                                                                               |                               |                                                                                     | Ли Бён Хон                                                                  |                                                                                                   |
| T-X                      |                      |                                                                                             | Кристанна Локен               |                                                                                     |                                                                             |                                                                                                   |
| Скайнет                  | Персонаж без актёра  | Персонаж без актёра                                                                         | Персонаж без актёра           | Хелена Бонэм Картер                                                                 | Мэтт СмитИтан ЭтериджСет МэриуэзерНолан Гросс                               |                                                                                                   |
| Маркус Райт Киборг       |                      |                                                                                             |                               | Сэм Уортингтон                                                                      |                                                                             |                                                                                                   |
| T-600                    |                      |                                                                                             |                               | Брайан Стил                                                                         |                                                                             |                                                                                                   |
| T-3000                   |                      |                                                                                             |                               |                                                                                     | Джейсон Кларк                                                               |                                                                                                   |
| Грейс Харпер             |                      |                                                                                             |                               |                                                                                     |                                                                             | Маккензи ДэвисСтефани Гилл (в детстве)                                                            |
| Rev-9                    |                      |                                                                                             |                               |                                                                                     |                                                                             | Гэбриел Луна                                                                                      |
| Люди                     |                      |                                                                                             |                               |                                                                                     |                                                                             |                                                                                                   |
| Доктор Питер Зильберман  | Эрл Боэн             | Эрл Боэн                                                                                    | Эрл Боэн                      |                                                                                     |                                                                             |                                                                                                   |
| Сара Коннор              | Линда Хэмилтон       | Линда Хэмилтон                                                                              |                               | Линда Хэмилтон (фотография и озвучивание)                                           | Эмилия КларкУилла Тейлор (в детстве)                                        | Линда ХэмилтонМэдди Кёрли (модель для цифрового образа молодой версии)                            |
| Кайл Риз                 | Майкл Бин            | Майкл Бин (режиссёрская версия)                                                             |                               | Антон Ельчин                                                                        | Джай КортниБрайнт Принц (в детстве)                                         |                                                                                                   |
| Лейтенант Эд Трекслер    | Пол Уинфилд          |                                                                                             |                               |                                                                                     |                                                                             |                                                                                                   |
| Детектив Вукович         | Лэнс Хенриксен       |                                                                                             |                               |                                                                                     |                                                                             |                                                                                                   |
| Джон Коннор              |                      | Эдвард ФёрлонгМайкл Эдвардс (взрослый)Далтон Эбботт (в раннем детстве; режиссёрская версия) | Ник Стал                      | Кристиан Бейл                                                                       | Джейсон Кларк                                                               | Эдвард Фёрлонг (цифровой образ)Джуд Колли (модель для цифрового образа)Аарон Кунитц (озвучивание) |
| Майлз Дайсон             |                      | Джо Мортон                                                                                  |                               |                                                                                     | Кортни Вэнс                                                                 |                                                                                                   |
| Дэнни Дайсон             |                      | ДеВон Никсон                                                                                |                               |                                                                                     | Дайо Окенийи                                                                |                                                                                                   |
| Тарисса Дайсон           |                      | Эпата Меркерсон                                                                             |                               |                                                                                     |                                                                             |                                                                                                   |
| Кейт Коннор (Брюстер)    |                      |                                                                                             | Клэр Дэйнс                    | Брайс Даллас Ховард                                                                 |                                                                             |                                                                                                   |
| Генерал Роберт Брюстер   |                      |                                                                                             | Дэвид Эндрюс                  |                                                                                     |                                                                             |                                                                                                   |
| Скотт Мэйсон             |                      |                                                                                             | Марк Фамиглетти               |                                                                                     |                                                                             |                                                                                                   |
| Блэр Уильямс             |                      |                                                                                             |                               | Мун Бладгуд                                                                         |                                                                             |                                                                                                   |
| Лейтенант Барнс          |                      |                                                                                             |                               | Common                                                                              |                                                                             |                                                                                                   |
| Генерал Эшдаун           |                      |                                                                                             |                               | Майкл Айронсайд                                                                     |                                                                             |                                                                                                   |
| Доктор Серена Коган      |                      |                                                                                             |                               | Хелена Бонэм Картер                                                                 |                                                                             |                                                                                                   |
| Детектив О'Брайен        |                      |                                                                                             |                               |                                                                                     | Дж.К. СиммонсУэйн Бэстрап (в молодости)                                     |                                                                                                   |
| Детектив Чун             |                      |                                                                                             |                               |                                                                                     | Сандрин Холт                                                                |                                                                                                   |
| Летйенант Матиас         |                      |                                                                                             |                               |                                                                                     | Майкл Глэдис                                                                |                                                                                                   |
| Дани Рамос               |                      |                                                                                             |                               |                                                                                     |                                                                             | Наталия Рейес                                                                                     |
| Диего Рамос              |                      |                                                                                             |                               |                                                                                     |                                                                             | Диего Бонета                                                                                      |

## Релиз

### Бюджет и сборы
| Фильмы                            | Дата выхода                      | Сборы                     | Сборы                     | Сборы          | Бюджет     | Ссылки        |
| Фильмы                            | Дата выхода                      | США                       | Другие страны             | Весь мир       | Бюджет     | Ссылки        |
| --------------------------------- | -------------------------------- | ------------------------- | ------------------------- | -------------- | ---------- | ------------- |
| «Терминатор»                      | 26 октября 1984                  | $38 371 200               | $40 000 000               | $78 371 200    | $6,4 млн   | [ 30 ]        |
| «Терминатор 2: Судный день»       | 3 июля 1991 25 августа 2017 (3D) | $204 843 345 + $1 037 809 | $315 000 000 + $2 893 302 | $523 774 456   | $94 млн    | [ 31 ]        |
| «Терминатор 3: Восстание машин»   | 2 июля 2003                      | $150 371 112              | $283 000 000              | $433 371 112   | $187,3 млн | [ 32 ]        |
| «Терминатор: Да придёт спаситель» | 21 мая 2009                      | $125 322 469              | $246 030 532              | $371 353 001   | $200 млн   | [ 33 ]        |
| «Терминатор: Генезис»             | 1 июля 2015                      | $89 760 956               | $350 842 581              | $440 603 537   | $155 млн   | [ 34 ] [ 35 ] |
| «Терминатор: Тёмные судьбы»       | 1 ноября 2019                    | $62 253 077               | $198 866 215              | $261 119 292   | $185 млн   | [ 36 ]        |
| Всего                             | Всего                            | $671 959 968              | $1 436 632 630            | $2 108 592 598 | $827,7 млн | [ 37 ]        |

### Критика
| Фильмы                                   | Rotten Tomatoes     | Metacritic       | CinemaScore |
| ---------------------------------------- | ------------------- | ---------------- | ----------- |
| «Терминатор»                             | 100 % (61 рецензия) | 84 (21 рецензия) |             |
| «Терминатор 2: Судный день»              | 93 % (81 рецензия)  | 75 (22 рецензии) | A+          |
| «Терминатор 3: Восстание машин»          | 69 % (204 рецензии) | 66 (41 рецензия) | B+          |
| «Терминатор: Да придёт спаситель»        | 33 % (277 рецензий) | 49 (46 рецензий) | B+          |
| «Терминатор: Генезис»                    | 27 % (258 рецензий) | 38 (41 рецензия) | B+          |
| «Терминатор: Тёмные судьбы»              | 70 % (319 рецензии) | 54 (51 рецензий) | B+          |
| Телесериалы                              | Rotten Tomatoes     | Metacritic       | N/A         |
| «Терминатор: Битва за будущее» (1 сезон) | 76 % (33 рецензии)  | 74 (24 рецензии) | N/A         |
| «Терминатор: Битва за будущее» (2 сезон) | 88 % (16 рецензий)  | 67 (4 рецензии)  | N/A         |

## Музыка

### Саундтрек
| Название                                                            | Дата релиза в США | Длительность | Композитор(ы)  | Маркировщик(и)     |
| ------------------------------------------------------------------- | ----------------- | ------------ | -------------- | ------------------ |
| Терминатор: Оригинальный саундтрек                                  | 1984              | 35:32        | Брэд Фидель    | Enigma Records     |
| Терминатор 2: Судный день (Оригинальный саундтрек к фильму)         | 1 июля 1991       | 53:01        | Брэд Фидель    | Varèse Sarabande   |
| Терминатор 3: Восстание машин (Оригинальный саундтрек к фильму)     | 24 июня 2003      | 51:22        | Марко Белтрами | Varèse Sarabande   |
| Терминатор: Битва за будущее – Оригинальный телевизионный саундтрек | 23 декабря 2008   | 63:54        | Бир МакКрири   | La-La Land Records |
| Терминатор: Да придёт спаситель: Оригинальный саундтрек             | 19 мая 2009       | 50:27        | Дэнни Эльфман  | Reprise Records    |
| Терминатор: Генезис : Музыка из фильма                              | 24 июня 2015      | 75:05        | Лорн Балф      | Skydance Media     |
| Терминатор: Тёмные судьбы (Музыка из фильма)                        | 1 ноября 2019     | 58:00        | Том Холкенборг | Paramount Music    |

## Другие медиа

### Видеоигры
С 1991 года были выпущены различные видеоигры.

### Новелизации
С 2001 по 2004 год выходила серия романов под названием «Т2».

### Комиксы

#### Комиксы — спин-оффы «Терминатора»
В 1988 году NOW Comics опубликовал серию комиксов с Джоном Коннором в качестве главного героя, события которого происходят в 2031 году, после отправки Кайла Риза в 1984 год, чтобы защитить свою мать. Терминаторы в этом каноне имели эндоскелеты, больше похожие на человеческие, и некоторые проблемы касались подчиненных Коннора в руинах определённых географических областей. За семнадцатью выпусками последовали две ограниченные серии.
Dark Horse Comics приобрела права на терминатора в 1990 году. В «Терминаторе» группа солдат-людей и четыре Терминатора отправляются в настоящее, чтобы остановить Скайнет разными способами. В продолжении «Secondary Objectives» выживший Терминатор перепрограммируется, чтобы уничтожить другого Терминатора, посланного ему на помощь, и убить Сару Коннор. В новом продолжении, «The Enemy Within», команда людей-убийц пытается вернуться в прошлое и убить создателя Скайнета. «Endgame» 1992 года завершает эту дугу. Человеческий полковник Мэри Рэндалл защищает Сару Коннор во время родов.
Dark Horse опубликовал в 1992 год one-shot, написанный Джеймсом Дейлом Робинсоном и нарисованный Мэттом Вагнером. Здесь женщина-терминатор и боец сопротивления сражаются за жизнь женщины по имени Сара Коннор, но не той.
В ограниченной серии 1993 года «Hunters and Killers», действие которой происходит во время войны, есть специальные терминаторы, созданные для того, чтобы выдавать себя за лидеров российского сопротивления. Другая ограниченная серия, опубликованная в 1998 году, рассказывает о злоключениях двух неисправных Терминаторов в Долине Смерти. Начало комикса «The Dark Years» следующего года, действие которого происходит в 2030 году, повествует о том, как терминатора отправляют уничтожить Джона Коннора и его мать в 1999 году В 2013 году Dark Horse выпустила комикс-продолжение, основанный на фильме 2009 года «Терминатор: Да придёт спаситель!», под названием «Terminator Salvation: The Final Battle».
Malibu Comics опубликовал серию-комиксов в 1995 году. Один был продолжением фильма «Терминатора 2: Судный день», в котором Сара и Джон встречаются с двумя Терминаторами. Другой — приквелом, объясняющий сценарий. Выводы к серии опубликованы в одном номере.
Beckett Comics опубликовал три серии в поддержку фильма «Терминатор 3: Восстание машин», каждая из которых состоит из двух выпусков.
Действие комикса «Terminator 2: Infinity» (позже просто «Terminator: Infinity», опубликованного в 2007 году Dynamite Entertainment, происходили в 2033 году. Два выпуска были связаны с другим изданием Dynamite под названием «Painkiller Jane».
Продолжение Dynamite, «Terminator: Revolution» и связанная с IDW Publishing книга комиксов «Salvation», были юридически возможны, поскольку первый был специально основан на лицензии «Терминатора 2».

#### Комиксы-кроссоверы
Терминаторы также пересеклись с Робокопом, Суперменом и Чужим против Хищника. В «Робокоп против Терминатора» (1992) и «Superman vs. The Terminator: Death to the Future» (2000) герои должны предотвратить разрушенное войной будущее.
В 2000-х «Alien versus Predator versus The Terminator» от Dark Horse, где Скайнет, снова активировался в более далёком будущем и создает гибридов из Чужих и терминаторов. Клон Эллен Рипли (из  Чужой: Воскрешение ) и хищники объединили свои силы, чтобы остановить Скайнет.

### Коллекционная карточная игра
Коллекционная карточная игра «Терминатор» была выпущена в 2000 году компанией Precedence.

### Парк-аттракцион
«Т2 3-D: Битва сквозь время», фильм-аттракцион, основанный на франшизе, открытый в Universal Studios Florida в 1996 году.
Аттракцион представлен как альтернативное продолжение к фильму «Терминатор 2: Судный день», в нём участвуют Арнольд Шварценеггер, Линда Хэмилтон, Эдвард Ферлонг и Роберт Патрик, исполняющие свои роли Терминатора, Сары Коннор, Джона Коннора и Т-1000 соответственно. Джеймс Кэмерон — один из трёх режиссёров, вовлеченных в аттракцион, и это будет последний раз, когда он будет серьёзно вовлечён в что-либо с именем Терминатора до «Терминатора: Тёмные судьбы».
Terminator X: A Laser Battle for Salvation действовала в разных местах, начиная с 2009 года. Terminator Salvation: The Ride действовала в Калифорнии Six Flags Magic Mountain с 2009 по 2010 год.

## Отменённые проекты

### Трилогия «Терминатор: Да придёт спаситель»
9 мая 2007 года было объявлено, что права на производство серии фильмов по «Терминатору» перешли от вражды Эндрю Вайна и Марио Кассара к The Halcyon Company. Производители компании надеялись начать новую трилогию на основе данной франшизы. Однако из-за неудачных кассовых сборов четвёртого фильма и юридических проблем трилогия «Да придёт спаситель» была в конечном итоге отменена. Уильям Уишер, который был соавтором первых двух фильмов, написал материал для потенциального «Терминатора 5» и «Терминатора 6», которые продолжали событие «Терминатора: Да придёт спаситель». История из двух частей должна была включать в себя элементы путешествия во времени, который вернул бы умершего персонажа Сару Коннор, позволяя ей взаимодействовать с Кайлом Ризом после их первоначальной встречи в первом фильме. Шварценеггер также повторил бы свою роль в шестом фильме. В фильмах также участвовали бы новые злодеи Терминаторы из Скайнета. Уишер написал 24-страничную концепцию для «Терминатора 5» и четырёхстраничную концепцию для «Терминатора 6».

### Трилогия «Терминатор: Генезис»
К декабрю 2013 года планировалось, что «Терминатор: Генезис» станет началом новой трилогии. В сентябре 2014 года Paramount объявила даты выпуска двух сиквелов Генезиса. Вторая часть должна была выйти 19 мая 2017 года, а третья 29 июня 2018 года. Продюсер «Терминатора: Генезис» Дэвид Эллисон назвал фильм и его трилогию самостоятельными проектами, основанными на оригинальных фильмах Кэмерона. Эллисон сказал, что «Терминатор: Генезис» не является ни продолжением, ни приквелом к предыдущим фильмам, говоря: «Для нас это „Терминатор 1“, а не „Терминатор 5“». Сиквелы к «Генезису» были предварительно известны под простыми названиями «Терминатор 2» и «Терминатор 3». Два сиквела должны были сниматься одновременно и вплотную в течение девяти месяцев непрерывной съёмки.
Сюжеты для этих двух продолжений были разработаны авторами Генезиса Калогридис и Люссье. Трилогия планировалась до того, как начались съёмки фильма «Терминатор: Генезис», поскольку продюсеры Дэвид Эллисон и Дана Голдберг хотели закончить всю сюжетную линию заранее, а не «выяснять это по ходу дела», заявляя: «Мы потратили много времени на это, и мы знаем, какова последняя строчка третьего фильма, если нам повезёт, чтобы сделать это». Производство продолжений зависело от того, будет ли «Терминатор: Генезис» успешным в прокате; развитие трилогии остановилось в 2015 году после неутешительных кассовых сборов. Запланированные сиквелы были в конечном итоге отменены, а «Терминатор 2» был удалён из графика выпуска Paramount в январе 2016 года.
Новая трилогия объяснила бы, кто отправил Папса в прошлое, чтобы защитить Сару Коннор. В феврале 2015 года Шварценеггер сказал, что он вновь исполнит свою роль Папса для второго фильма в трилогии, съёмки которого должны были начаться в 2016 году. Джай Кортни и Мэтт Смит также повторили бы свои роли Кайла Риза и Скайнета. Джей. Ки. Симмонс имел бы дальнейшее участие в новой трилогии, и Дайо Окенаи сыграл бы значительную роль, повторив его персонажа Дэнни Дайсона во втором фильме, которая была бы сосредоточена на жизни Джона Коннора после того, как стал Т-3000. Джейсон Кларк заявил об этом, рассказав об отменённом сиквеле Генезиса:

То, что я помню, было бы то, вторая часть была бы о путешествии Джона Коннора после того, как он был взят в плен Скайнетом… как спуск к тому, кем он стал; наполовину машина, наполовину человек. Вот где должна была начаться вторая часть, и это всё, что я знал. Это такой облом, что мы не смогли этого снять.
Оригинальный текст (англ.)What I remember was that second one was going to be about John's journey after he was taken by Skynet…like going down to what he became; half machine, half man. That's where the second one was going to start, and that's about all I knew. It's such a bummer we didn't get to do that.
— Джейсон Кларк

### Телесериал «Терминатор: Генезис»
К декабрю 2013 года Skydance Productions и Annapurna Pictures разрабатывали новый телесериал по «Терминатору». Эшли Миллер и Зак Стентц, которые ранее работали вместе над «Терминатором: Хроники Сары Коннор», были назначены сценаристами и исполнительными продюсерами сериала. Говорят, что сериал отклонился от истории франшизы в критический момент «Терминатора» 1984 года, а также интегрировался с тогдашним фильмом «Терминатор: Генезис». С возвращением прав на Терминатора Джеймсу Кэмерону в 2019 году запланированный телесериал, связанный с «Терминатор: Генезис», был с тех пор отменён.

### Трилогия «Терминатор: Тёмные судьбы»
Планы новой трилогии фильма «Терминатора» были объявлены в июле 2017 года. Во время работы над сюжетом для фильма «Терминатор: Тёмные судьбы» в том же году Кэмерон и сценаристы представили фильм, как первый в новой трилогии. Они также разработали основные сюжетные линии для каждого запланированного фильма.
К октябрю 2019 года Гейл Энн Хёрд подала заявление о прекращении действия авторского права, полученного 35 лет назад. В результате этого шага Хёрд снова стала владельцем 50 на 50 прав с Кэмероном, а Skydance Media может потерять право снимать любые дополнительные фильмы к «Терминатору», начиная с ноября 2020 года, если не будет заключена новая сделка. Skydance ответила, что заключила сделку с Кэмероном и что она «контролирует права на франшизу „Терминатор“ в обозримом будущем». В октябре 2019 года Кэмерон заявил, что продолжение «Терминатора: Темных судеб» продолжит изучение отношений между людьми и искусственным интеллектом, заявив, что окончательное решение будет заключено между двумя враждующими сторонами. В тот месяц Шварценеггер сказал, что Кэмерон снимет продолжение «Терминатора: Темных судеб», и что Кэмерон начнёт работу над следующим фильмом в начале 2020 года, который выйдет в 2022 году.
Хотя события «Терминатора: Темных судеб» убрали персонажа Шварценеггера Т-800 из существования, Кэмерон не исключал возможности повторения Шварценеггером данной роли. Наталия Рейес должна была повторить свою роль для продолжения. В октябре 2019 года Хэмилтон сказала, что она, вероятно, также исполнит свою роль в сиквеле, хотя и пошутила, что её персонаж умрёт, чтобы не появляться в сиквелах, заявив, что сниматься в «Терминаторе: Темные судьбы» «действительно трудно» из-за физической подготовки, которую ей пришлось пройти. Хэмилтон позже сказала, что будет рада не сниматься в другом фильме по «Терминатору», но она оставила возможность открытой, за исключением возможного продолжения в меньших масштабах и с ограниченным бюджетом.
Режиссёр «Тёмных судеб» Тим Миллер в ноябре 2019 года сказал, что не надеется возвращаться для продолжения. Производство сиквела зависело от того, будут ли «Тёмные судьбы» кассовым успехом. После кассового провала «Темных судеб» рабочие из Skydance на «The Hollywood Reporter» заявили, что планов на дальнейшие фильмы нет, что фактически отменяет запланированную трилогию, опять.